# Nanggar Bayu
Nanggar Bayu is een bestuurslaag in het regentschap Simalungun van de provincie Noord-Sumatra, Indonesië. Nanggar Bayu telt 1401 inwoners (volkstelling 2010).